# 聖伊西德羅拉布拉多 (查拉特南戈省)
聖伊西德羅拉布拉多（西班牙語：San Isidro Labrador），是薩爾瓦多的城鎮，位於該國西北部，由查拉特南戈省負責管轄，面積28.2平方公里，海拔高度394米，2007年人口2,592，人口密度每平方公里91.91人。
14°0′N 88°51′W / 14.000°N 88.850°W